# Lucas de los Santos
Lucas Paul de los Santos Ruiz Díaz (ur. 26 lipca 2001 w Paysandú) – urugwajski piłkarz występujący na pozycji środkowego lub defensywnego pomocnika, od 2024 roku zawodnik meksykańskiej Celayi.